# Renzo Nostini
Renzo Nostini (27. května 1914 – 1. října 2005 Řím, Itálie) byl italský sportovní šermíř, který kombinoval šerm fleretem a šavlí. Bratr Giuliano Nostini reprezentoval Itálii v šermu fleretem. Itálii reprezentoval ve třicátých, čtyřicátých a padesátých letech. Na olympijských hrách startoval v roce 1948 a 1952 v soutěži jednotlivců a družstev v šermu fleretem a šavlí. V roce 1950 získal titul mistra světa v soutěži jednotlivců v šermu fleretem a v roce 1955 obsadil třetí místo na mistrovství světa v soutěži jednotlivců v šermu šavlí. S italským družstvem fleretistů a šavlistů vybojoval na olympijských hrách 1948 a 1952 celkem čtyři stříbrné olympijské medaile. S družstvem fleretistů vybojoval pět titul mistra světa (1937, 1938, 1949, 1950, 1954) a s družstvem šavlistů získal titul mistra světa v roce 1949.